# Lidköping-Hovby flygplats
Lidköping Airport (IATA: -, ICAO: ESGL) är en regional flygplats och tidigare militär flygbas, cirka 5 km söder om Lidköping i Västra Götalands län.

## Historik
Hovby flygbas, eller Lidköpingsbasen som flygplatsen tidigare benämndes, är en tidigare militär flygbas. Basen var en av de så kallade Västgötabaserna, vilka Flygvapnet satte upp vid beredskapshöjning.
Flygbasen var utbyggd till Bas 60 och planerades även för utbyggnad till Bas 90. Basen skulle då bildat en så kallad parbas med Hasslösa flygbas.
I slutet av 1990-talet utgick basen ur krigsorganisationen, vilket ledde till att basen med tillhörande mark såldes. Den 1 juli 2000 övertog Lidköpings kommun Hovby flygbas från Försvarsmakten och Fortifikationsverket för en köpesumma på 8,5 miljoner kronor. I köpet ingick ett markområde på 264 hektar, i vilket det fanns 75 hektar skog och 55 hektar jordbruksmark, samt diverse utrustning för cirka 2 miljoner kronor. 
Under en försöksperiod under början av 2000-talet hade flygplatsen dagliga reguljärflyg till Stockholm. I februari 2013 blev flygplatsen av med sin status som instrumentflygplats. Ett öppnande av flygplatsen diskuterades, där kommunen tillsammans med Skövde kommun förde samtal om ett gemensamt flygplatsbolag. Enligt Lidköpings kommun krävs inga större investeringar för att åter öppna flygplatsen igen. Dock fick inte fältet öppnas förrän tidigast år 2017. Den 1 juli 2018 återgick flygplatsen till att vara ett skyddsobjekt.

## Verksamhet
Flygplatsen drivs av det kommunala bolaget Lidköping Hovby Flygplats AB. Jula bedriver firmaflyg med en Beech King Air. Lidköpings Flygklubb har segelflygsverksamhet. Lidköpings motorflygklubb bedriver motorflyg och har utbildning till Privatflygarcertifikat (PPL).